# Léo Valentin
Pour les articles homonymes, voir Valentin.
 (juin 2015).
Léo Valentin, né en 1919 à Épinal (Vosges) et mort accidentellement en 1956 à Liverpool, est un parachutiste français. Il est considéré comme un des plus célèbres « hommes-oiseaux », sautant avec des ailes rigides lui permettant de planer. Il fut même considéré par les médias de l'époque comme « l'homme le plus audacieux du monde ».

## Biographie

### Engagement dans le parachutisme
À 19 ans, il s'engage dans l'un des premiers groupes de parachutistes français créé à Baraki en Algérie. Le parachutisme n'en est alors qu'à ses débuts.
Après la défaite de 1940, Léo Valentin se retrouve moniteur avec le grade de sergent à la première école de parachutisme à Fès, au Maroc.
Du Maroc, afin de poursuivre le combat de libération de la France, il s'embarque pour l'Angleterre sur un transport de troupes à la fin de 1943.
Léo Valentin est alors parachutiste au sein du 4e bataillon d'infanterie de l'air des Forces aériennes françaises libres, formation appartenant à la brigade du Special Air Service sous l'appellation de 4th SAS. Il sauta en Bretagne quelques jours après le débarquement de Normandie, dans la nuit du 9 juin 1944 à 1 h 4 au-dessus du Morbihan. Grièvement blessé en septembre sur les bords de Loire, il sera évacué vers l'Angleterre.
À son retour en France, en 1945, il est nommé adjudant moniteur à la première école de parachutistes en France métropolitaine à Lannion en Bretagne.
Devenu ensuite moniteur à l’école des troupes aéroportées de Pau, il bat, en 1948, le record de saut en chute libre de jour, avec un lâcher à 7 260 mètres. La même année, il remporte le record de saut de nuit, à 5 200 mètres. Il sera reçu par le président Auriol à l'Élysée, en même temps que les athlètes des Jeux olympiques de 1948, pour y recevoir une récompense (un vase de Sèvres). Il fut le moniteur de son cousin, Jacques Doyen devenu moniteur et passionné de chute libre.
C'est à ce moment qu'il va commencer à développer ses techniques de saut et va mettre au point la technique de saut dite « position Valentin ». Le principal changement qu'elle apporte tient du fait que l'homme tend à maîtriser sa descente en non plus à la subir passivement. De ce moment Léo Valentin va poursuivre son rêve de voler en planant et va quitter l'armée après 10 ans de services pour se produire dans des exhibitions lui permettant de peaufiner sa technique.

### Planer: de l'idée à la pratique
Ainsi il mit au point de nombreux systèmes avec des membranes toilées qu’il se fixait aux bras et aux jambes, et qui lui permettaient de planer effectivement sur plusieurs milliers de mètres de descente, avant d’ouvrir son parachute. Son but était de transformer les parachutistes, alors simples charges passives suspendues sans moyen de contrôle, en « hommes-oiseaux » capables de modifier leur trajectoire avec précision et de se poser en un point précis.
C'est à l'aérodrome de Villacoublay, près de Paris, que Valentin tenta son premier saut avec des ailes en toile, mais il n'est pas parvenu à prendre de la vitesse vers l'avant. Il a ensuite opté pour des ailes rigides : le 13 mai 1954, avec l'aide d'un ensemble d'ailes en bois, il a enfin réussi à planer pendant cinq kilomètres, descendant en larges spirales à 130 km/h, avant d'ouvrir son parachute.  Sa démarche s'approchait plus de la recherche du « vol individuel » (avec des implications militaires) que du contrôle de la chute libre.
Léo Valentin est devenu alors le premier « homme-oiseau ». Il entre alors dans la légende des grands pionniers et se trouve sollicité par les plus grands meetings européens.
Il effectue le premier saut mondial en couplé en 1955 avec Monique Laroche.

### Mort accidentelle
Le 20 mai 1956, jour de la Pentecôte, à Liverpool, devant 100 000 spectateurs, les toiles s’enchevêtrèrent, le parachute ne s’ouvrit pas. L'accident est dû à la collision d'une de ses ailes avec l'avion qui le largua, en raison de mauvaises conditions météorologiques (beaucoup de vent, temps brumeux) et à la double défaillance de ses parachutes dorsal et ventral. Par ironie du sort, il prévoyait que ce saut fût le dernier de sa carrière (le 701e), alors que ses proches lui déconseillèrent de le faire.
Le corps de Léo Valentin arriva par avion à la base aérienne 116 Luxeuil-Saint Sauveur, en Haute-Saône, où les honneurs militaires lui furent rendus. Placé sur un command-car de l'Armée de l'Air couvert de fleurs, le corps arriva à l'église de Saint-Sauveur. La foule, des plus hautes autorités aux enfants des écoles, lui rendit l'ultime hommage le 3 juin 1956. Il est enterré au cimetière de Saint-Sauveur.
Figure mondiale du parachutisme et un des précurseurs du deltaplane et du wingsuit, Léo Valentin est parfois considéré comme le premier « homme-oiseau », même si le terme est excessif, son équipement lui permettant seulement de planer et non de voler et l'obligeant à l'usage d'un parachute, qu'il ouvrait en général à 1 000 m du sol, pour se poser.

## Publications
- Léo Valentin, Homme-oiseau, Éditions de Paris, 1954, 137 p.